# Dicranota (Eudicranota) sibirica
Dicranota (Eudicranota) sibirica is een tweevleugelige uit de familie Pediciidae. De soort komt voor in het Palearctisch gebied.